# Ratko Mladić

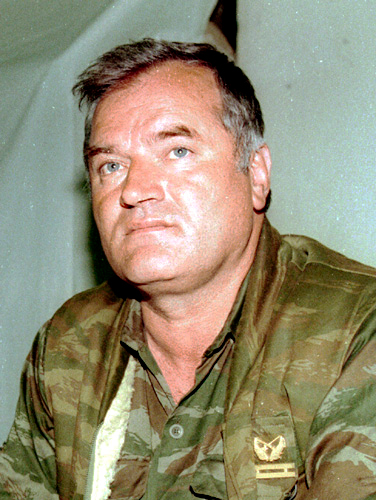
Ratko Mladić

Ratko Mladić (română Ratko Mladici), (n. 12 martie 1942, Božanovići, Bosnia și Herțegovina), a fost comandantul șef al armatei Republicii Srpska în timpul războiului din Bosnia între 1992 - 1995. Este acuzat de către Tribunalul Penal Internațional pentru fosta Iugoslavie de genocid, complicitate la genocid, crime contra umanității și violarea legilor războiului.

## Tinerețea
Ratko Mladić s-a născut în 1942 la Božanovići, localitate situată în acea perioadă în Statul Independent Croat, stat satelit al celui de Al Treilea Reich creat după dezmembrarea în 1941 a Regatului Iugoslaviei. Tatăl său a fost partizan al lui Tito și a fost ucis de ustași în primăvara anului 1945, cu puțin timp înainte de terminarea celui de Al Doilea Război Mondial.
În copilărie Ratko voia să devină învățător, iar apoi chirurg. Până la urmă a optat pentru cariera militară în cadrul Armatei Populare Iugoslave (sârbă Југословенска народна армија) (JNA).

## Cariera militară
În 1961 Ratko Mladić este admis la Școala militaro-industrială din Zemun. Apoi urmează Academia militară, pe care o absolvă în 1965 cu calificativul „remarcabil”.
Ofițer dotat, a avut o ascensiune rapidă. Prima sa comandă este a unei unități din Skopje, ca sublocotenent. Se dovedește un ofițer capabil, ulterior primind comanda unui batalion, respectiv unei brigăzi. În 1989 este numit șef al serviciului Pregătire militară a celei de a 3-a regiune militairă a Iugoslaviei. Dezmembrarea RSF Iugoslavia l-a implicat în războaiele care au urmat.

### Războiul din Bosnia

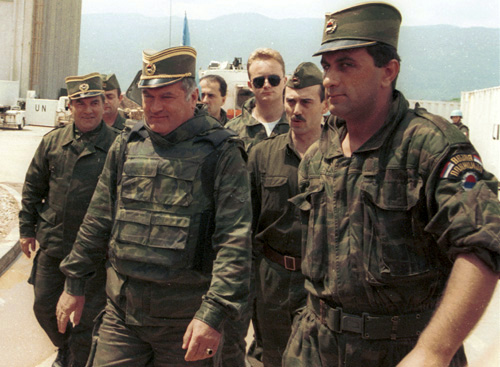
Ratko Mladić pe aeroportul din Sarajevo în iunie 1993, la convorbirile mediate de ONU

În iunie 1991 Mladić a fost numit la Knin comandantul celui ce al 9-lea corp de armată în conflictul dintre JNA și forțele croate. În 4 octombrie 1991 este avansat general de brigadă. În 24 aprilie 1992 este promovat general de divizie, iar în 25 aprilie este numit șef de stat major adjunct al cartierului general al celui de-al 2-lea district militar al JNA de la Sarajevo. Își preia funcția la 9 mai. În 12 mai Adunarea Parlamentară a sârbilor bosnieni votează înființarea Armatei Republicii Srpska (sârbă Војска Републике Српске) (VRS), iar Mladić devine comandantul ei până la 22 decembrie 1996. În data de 24 iunie 1994, la ordinul lui Slobodan Milošević, Armata Iugoslavă (sârbă Војска Југославије) (VJ), de care aparținea de fapt, îl avansează la gradul de general de corp de armată.
După recunoașterea în 6 aprilie 1992 de către comunitatea internațională a independenței Bosniei și Herțegovinei la Sarajevo izbucnesc lupte. În mai, orașul este supus asediului și bombardat de către VRS, sub comanda lui Mladić. Asediul ar fi provocat peste 12 000 de victime.
Deși prin rezoluția 819 a Consiliului de Securitate al ONU din 16 aprilie 1993 enclavele Zepa și Srebrenița din estul Republicii Srpska fuseseră declarate „zone de securitate”, care nu pot fi ținte militare, VRS le atacă între 2 și 11 iulie 1995. Peste 8000 de prizonieri musulmani sunt executați între 13 și 19 iulie, ceea ce va fi cunoscut sub numele de masacrul de la Srebrenica.

## Ratko Mladić și TPI
În 1995 TPI l-a inculpat pe Ratko Mladić, acuzându-l de genocid, complicitate la genocid, crime împotriva umanității și violarea legilor războiului în calitate de comandant al VRS, responsabil de acțiunile acesteia.
Timp de 16 ani a fost căutat, fiind suspectat că se ascunde în Serbia sau Republika Srpska, fiind sprijinit de armata și poliția locală.
În 22 februarie 2006 ziarele Glas Javnosti și Blic din Serbia și Nezavisne Novine din Banja Luka, Bosnia au anunțat că se duc negocieri privind predarea lui Ratko Mladić, însă informația a fost apoi dezmințită atât de guvernul Uniunii Serbia-Muntenegru, cât și de TPI. Se spune că Mladić preferă să moară decât să se predea. Deși în Serbia se bucura de popularitate, căutarea lui a fost accelerată deoarece Serbia a fost somată să-l predea, drept condiție pentru semnarea Acordului de Stabilizare și Asociere cu UE.
În 26 mai 2011, un bărbat care susținea că se numește Milorad Komadić și identificat după semnalmente a fi Mladić a fost arestat de către poliția sârbă în satul Lazarevo, Voivodina, în nordul Serbiei, lângă Zrenjanin. Identitatea sa a fost confirmată în aceeași zi printr-un test ADN.